# Hillsville (Virginia)
Hillsville es una localidad del Condado de Carroll, Virginia, Estados Unidos. Según el censo de 2000 tenía una población de 2.607 habitantes y una densidad de población de 176.6 hab/km².

## Demografía
Según el censo de 2000, había 2.607 personas, 1.207 hogares y 731 familias residiendo en la localidad. La densidad de población era de 176,6 hab./km². Había 1.352 viviendas con una densidad media de 91,6 viviendas/km². El 96,39% de los habitantes eran blancos, el 0,19% afroamericanos, el 0,15% amerindios, el 0,42% asiáticos, el 1,76% de otras razas y el 1,07% pertenecía a dos o más razas. El 3,34% de la población eran hispanos o latinos de cualquier raza.
Según el censo, de los 1.207 hogares en el 23,1% había menores de 18 años, el 44,3% pertenecía a parejas casadas, el 13,5% tenía a una mujer como cabeza de familia y el 39,4% no eran familias. El 35,5% de los hogares estaba compuesto por un único individuo y el 18,2% pertenecía a alguien mayor de 65 años viviendo solo. El tamaño promedio de los hogares era de 2,11 personas y el de las familias de 2,71.
La población estaba distribuida en un 18,8% de habitantes menores de 18 años, un 9,7% entre 18 y 24 años, un 23,8% de 25 a 44, un 24,4% de 45 a 64 y un 23,3% de 65 años o mayores. La media de edad era 43 años. Por cada 100 mujeres había 84,1 hombres. Por cada 100 mujeres de 18 años o más, había 78,6 hombres.
Los ingresos medios por hogar en la localidad eran de 27.148 dólares ($) y los ingresos medios por familia eran 36.117 $. Los hombres tenían unos ingresos medios de 26.625 $ frente a los 18.194 $ para las mujeres. La renta per cápita para la ciudad era de 16.633 $. El 16,4% de la población y el 12,9% de las familias estaban por debajo del umbral de pobreza. El 26,3% de los menores de 18 años y el 11,4% de los habitantes de 65 años o más vivían por debajo del umbral de pobreza.

## Geografía
Según la Oficina del Censo de los Estados Unidos, la localidad tiene un área total de 14,8 km², todos ellos correspondientes a tierra firme.